# وولفسهایم (آلمان)
وولفسهایم (به آلمانی: Wolfsheim) یک شهر در آلمان است که در ماینتس-بینگن واقع شده‌است. وولفسهایم ۷۰۱ نفر جمعیت دارد.